# Lenguas Finisterre-Huon
Las lenguas Finisterre-Huon comprenden la mayor familia lingüística papú dentro de las filo trans-neoguineano (TNG) de la clasificación de Malcolm Ross (2005). Forman parte del núcleo original de lenguas que sirvieron para la hipótesis trans-neoguineana, y William A. Foley considera que su adscripción al TNG está bien establecida. Estas lenguas comparten verbos que presentan supleción dependiendo de la persona, y el número del objeto. Además existe una fuerte evidencia morfológica de su parentesco mutuo.

## Clasificación interna
Los grupos de lenguas Huon y Finisterre, así como la conexión entre ellas se debe al trabajo de Kenneth McElhanon (1967, 1970). cuando McElhanon comparó sus notas con las de su colega Clemens Voohoeve, que estaba trabajando con lenguas del sur de Irian Jaya, percibieron similitudes que fueron el núcleo de la propuesta de la hipótesis trans-neoguineana. Aparte de la evidencia que las relaciona, los grupos Finisterre y Huon son claramente grupos filognéticos válidos en sí mismos. Sin embargo, su clasificación interna es compleja. (Ver lenguas Finisterre y lenguas Huon para una propuesta de clasificación.)

## Comparación léxica
Los numerales en diferentes lenguas Finisterre-Huon son:
| GLOSA | PROTO- HUON       | PROTO- FINISTERRE |
| ----- | ----------------- | ----------------- |
| '1'   | *mboŋgo/ (*kano-) | *kombə-/ *naŋgə   |
| '2'   | *yorə             | *yare             |
| '3'   | *qarəmba          | *kaləpu           |
| '4'   | *2+2              | *2+2              |
| '5'   | *mbari-mboŋ       | *ka(n)ta          |
| '6'   | *5+1              | *5+1              |
| '7'   | *5+2              | *5+2              |
| '8'   | *5+3              | *5+3              |
| '9'   | *5+4              | *5+4              |
| '10'  | *mbari-yorə-      | *ka(n)ta yare     |